# Jacquet (jeu)
 (janvier 2016).
Pour les articles homonymes, voir Jacquet.

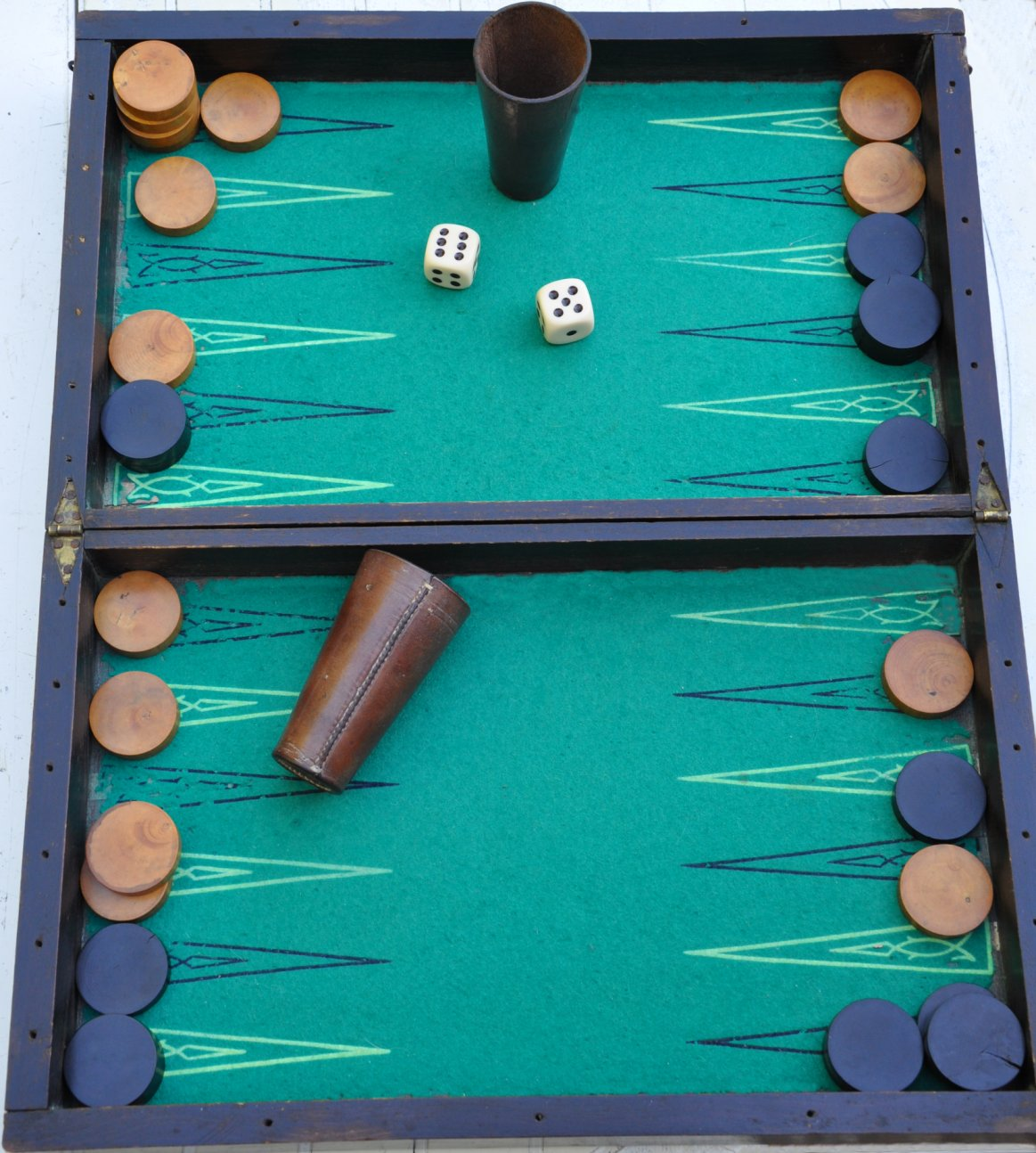
Jeu de jacquet (France, début XX)

Le jacquet est un jeu de tables analogue au backgammon et au moultezim turc. Il ne serait apparu que vers 1800, et il est attesté en 1827. Il est le successeur du trictrac, jeu de l'Ancien régime, qui s'est éteint à la fin du XIXe siècle. Il a perduré jusque dans les années 1960.

## Étymologie
D'après Jacqueline Picoche, le nom jacquet dériverait de l'anglais Jockey parce qu'il est mené par un « postillon » ; et d'ailleurs au XIXe siècle le jeu est nommé sous deux formes : « jacquet » ou « jockey ».
Toutefois, la présence en Catalogne, dès 1638, d’un jeu nommé jaquet, mentionné ensuite régulièrement (1656, 1684, 1694, 1695 et 1716), affaiblit beaucoup l’hypothèse, finalement assez peu crédible de l’anglais jockey, qui n’a jamais eu ce sens en anglais.
Le jaquet est défini dans le dictionnaire de Joan Lacavalleria y Dulach, Gazophylacium catalanolatinum, Barcelone, 1696 ainsi :
Voilà qui paraît bien confirmer que le ja(c)quet est un jeu catalan.
Par la suite, et s’étendant à la Castille, le chaquete devient le jeu classique espagnol du tablier, bien connu aux XVIIe siècle et XVIIIe siècle. Il semble avoir franchi les Pyrénées autour de 1800.
Il est significatif que la première occurrence de jacquet en français se trouve dans un dictionnaire espagnol-français : J. L. Barthélemi Cormon, Dictionnaire portatif et de prononciation, espagnol-français et français, à l'usage des deux nations, Lyon, an VIII-1800: "Jaquet, s.m. Chaquete, especie de juego de tablas reales. / Chaquete, s.m. (tcha-ké-té) Jacquet, sorte de jeu de trictrac."

## Principe

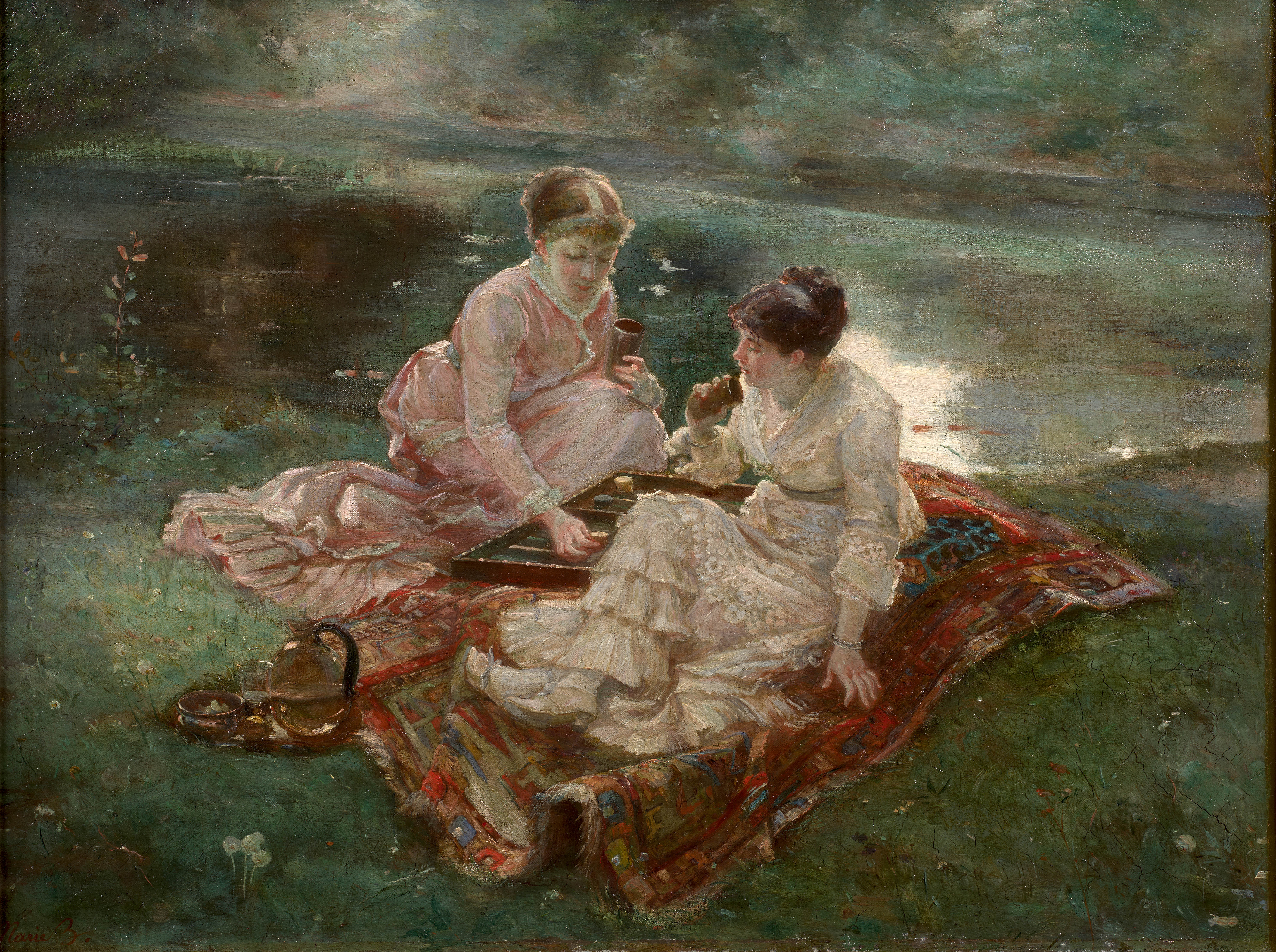
Marie Bracquemond, Les Joueuses de jacquet, avant 1886

Il faut faire effectuer un tour du plateau à tous ses jetons, qui vont devoir attendre d'être dans le dernier quart pour pouvoir sortir. Le mouvement des pièces suit le jet des dés, deux pièces en fonction des points des deux dés, éventuellement une pièce cumulant l'ensemble des points. La particularité du jacquet est l'obligation d'amener en premier une de ses pièces dans le dernier quart du tableau, c'est cette pièce qui est appelée le « postillon ». Ce n'est qu'une fois cette pièce arrivée là que les autres pourront avancer. Le but du jeu étant de faire sortir toutes ses pièces avant l'adversaire.

## Règles du jeu

### Matériel
Le jacquet se joue sur un tablier identique à celui du backgammon, avec 15 pions appelés dames pour chaque joueur, ainsi que deux dés. Chaque joueur place ses quinze dames sur la case située de son côté, à sa gauche, nommée talon. Les dames se déplacent dans le sens inverse des aiguilles d'une montre. Pour chacun des joueurs, le premier quadrant est le groupe des six premières cases de son côté (moitié gauche), le deuxième quadrant est constitué des six suivantes (à sa droite), le troisième quadrant est le premier de l'adversaire (côté opposé, à sa droite), et le quatrième quadrant le deuxième de l'adversaire.

### Début de partie
Chaque joueur lance un dé ; celui ayant le plus grand nombre joue en premier : il les ramasse et les lance pour son premier coup. Ensuite, les joueurs lanceront les dés chacun à leur tour.

### Déplacement des dames
1. Sur un coup de dé simple (les 2 dés présentent des nombres différents) on peut :
  - soit déplacer une dame de la valeur d'un dé et une deuxième dame de la valeur de l'autre dé,
  - soit déplacer une seule dame de la valeur d'un des deux dés, puis depuis cette position de repos déplacer à nouveau la même dame de la valeur du deuxième dé. Il est impératif de marquer un bref temps de repos sur la flèche intermédiaire.
2. Sur un doublet (la valeur de chacun des deux dés est la même)
  - on joue 4 fois la valeur d'un dé, ce qui permet de jouer de une à quatre dames.
  - Si on joue avec une dame de 2 à 4 fois la valeur d'un dé, on doit impérativement marquer une courte pause sur chaque case intermédiaire.

### Restriction au déplacement des dames
- Une dame ne peut s'arrêter ni même se reposer (c'est la raison pour laquelle on marque un temps de repos) sur une flèche occupée par au moins une dame de l'adversaire. En revanche, on peut le faire sur une flèche vide ou occupée par une ou plusieurs dames de sa propre couleur.
- La première des quinze dames de chaque joueur est nommée postillon. Il circule sur la pointe des flèches. Lorsqu'il entre dans le dernier quadrant, il est placé à la base de la flèche atteinte. C'est seulement alors que le joueur pourra jouer les autres dames.

### Obligation de jouer le dé le plus fort
- Si l'on peut jouer l'un ou l'autre des deux dés mais pas les deux, on est tenu si possible de jouer le plus fort. C'est la raison pour laquelle, après le jet des dés, on doit annoncer les dés en commençant par le plus fort (par exemple « 4 et 2 » et non « 2 et 4 »). Notons au passage que le « 1 » ne se dit pas « un » mais « As ».
- En cas de doublet on doit jouer le plus grand nombre de points possible (tout en restant, bien entendu,  dans un multiple entier de la valeur d'un dé).

### Sortie des dames
La sortie des dames est identique à celle pratiquée au backgammon. Une fois les 15 dames rentrées dans le dernier quadrant, on les sort du tablier en suivant les règles suivantes :
- Dans cette phase, la bande extérieure du tablier est vue comme une flèche supplémentaire.
- On est tenu de jouer ses dames, si possible, sur les flèches du dernier quadrant, bande latérale incluse.
- En cas d'impossibilité de jouer comme précédemment, on joue avec les dames les plus éloignées de la bande en les amenant en dehors du tablier.

## Bouchage du passage des dames de l'adversaire
Lorsque l'on occupe six flèches adjacentes, on occasionne un bouchon qui bloque complètement la progression des dames en retard de l'adversaire ; on parle de bouchage du passage. Ce bouchon peut être réalisé à n'importe quel endroit du tablier et a pour but de freiner l'avancée de l'adversaire. Il y a cependant deux restriction au bouchage :
- le bouchage du postillon est interdit ;
- pour qu'un joueur puisse former un bouchon occupant les six cases de son premier quadrant, il doit également occuper la toute dernière case de son parcours.

Une variante de cette seconde condition existe (on l'appelle « dame de retour ») : celle d'occuper les deux dernières cases du parcours pour pouvoir boucher son premier quadrant ; il faudra alors, le cas échéant, déboucher le premier quadrant pour avoir le droit de libérer l'avant-dernière case. Cette variante doit faire l'objet d'un accord entre les joueurs avant le début de la partie.

## Moultezim
Le moultezim est un jeu turc très semblable au jacquet. Les règles n'en diffèrent que sur les deux points suivants :
- la première dame doit seulement avoir atteint le troisième quadrant pour que le joueur puisse déplacer les autres ;
- le bouchage du premier quadrant est interdit en toutes circonstances.